# Kabinet-Papen
Het kabinet–Papen regeerde in de Weimarrepubliek van 1 juni 1932 tot 3 december 1932. Dit baronnenkabinet was uiterst rechts georiënteerd en bestond voor een groot deel uit edellieden.

## Kabinet–Papen
| Ambtsbekleder                | Ambtsbekleder             | Ambtsbekleder                                          | Functie(s)                            | Ambtstermijn    | Ambtstermijn    | Partij(en) |
| ---------------------------- | ------------------------- | ------------------------------------------------------ | ------------------------------------- | --------------- | --------------- | ---------- |
|                              | Franz von Papen           | Erbsälzer Franz von Papen (1879–1969)                  | Rijkskanselier                        | 1 juni 1932     | 3 december 1932 | O          |
|                              | Wilhelm von Gayl          | Freiherr Wilhelm von Gayl (1879–1945)                  | Rijksminister van Binnenlandse Zaken  | 1 juni 1932     | 3 december 1932 | DNVP       |
|                              | Konstantin von Neurath    | Freiherr Konstantin von Neurath (1873–1956)            | Rijksminister van Buitenlandse Zaken  | 1 juni 1932     | 30 januari 1933 | O          |
|                              | Lutz Schwerin von Krosigk | Graf Lutz Schwerin von Krosigk (1887–1977)             | Rijksminister van Financiën           | 1 juni 1932     | 30 januari 1933 | O          |
|                              | Franz Gürtner             | Franz Gürtner (1881–1941)                              | Rijksminister van Justitie            | 1 juni 1932     | 30 januari 1933 | DNVP       |
|                              | Hermann Warmbold          | Hermann Warmbold (1876–1976)                           | Rijksminister van Economische Zaken   | 1 juni 1932     | 30 januari 1933 | O          |
|                              | Kurt von Schleicher       | General der Infanterie Kurt von Schleicher (1882–1934) | Rijksminister van Defensie            | 1 juni 1932     | 30 januari 1933 | O          |
|                              | Hermann Warmbold          | Hermann Warmbold (1876–1976)                           | Rijksminister van Arbeid              | 1 juni 1932     | 6 juni 1932     | O          |
|                              | Hugo Schäffer             | Hugo Schäffer (1875–1945)                              | Rijksminister van Arbeid              | 6 juni 1932     | 3 december 1932 | O          |
|                              | Paul von Eltz-Rübenach    | Freiherr Paul von Eltz-Rübenach (1875–1943)            | Rijksminister van Verkeer             | 1 juni 1932     | 30 januari 1933 | O          |
| Rijksminister van Posterijen | Paul von Eltz-Rübenach    | Freiherr Paul von Eltz-Rübenach (1875–1943)            |                                       | 1 juni 1932     | 30 januari 1933 | O          |
|                              | Magnus von Braun          | Freiherr Magnus von Braun (1878–1972)                  | Rijksminister van Voedsel en Landbouw | 1 juni 1932     | 30 januari 1933 | DNVP       |
|                              | Johannes Popitz           | Johannes Popitz (1884–1945)                            | Rijksminister zonder portefeuille     | 29 oktober 1932 | 30 januari 1933 | O          |
|                              | Franz Bracht              | Franz Bracht (1877–1933)                               | Rijksminister zonder portefeuille     | 29 oktober 1932 | 3 december 1932 | O          |